# Tmarus planquettei
Tmarus planquettei är en spindelart som beskrevs av Jean-François Jézéquel 1966. Tmarus planquettei ingår i släktet Tmarus och familjen krabbspindlar.
Artens utbredningsområde är Elfenbenskusten. Inga underarter finns listade i Catalogue of Life.